# Caroline de Manderscheid-Blankenheim
Caroline de Manderscheid-Blankenheim (Karoline Felicitas Engelberte), née le 13 novembre 1768 à Vienne et morte le 1er mars 1831 à Vienne, est une princesse consort du Liechtenstein, mariée le 16 novembre 1783 au prince Alois Ier du Liechtenstein .

## Biographie
Caroline est la fille du comte Johann Wilhelm von Manderscheid-Blankenheim zu Geroldseck et de la comtesse Johanna Maximiliana Franziska von Limburg-Stirum (fille de Christian Otto de Limburg-Stirum (en)). Elle n'a pas eu d'enfants avec son mari, mais a eu deux enfants avec son amant de longue date, Franz von Langendonck, capitaine de l'armée autrichienne, dont Karl Ludwig (1793 - mort après 1868), vicomte de Fribert. En 1805, son mari décède et son beau-frère Jean Ier lui succède sur le trône. Caroline passe alors le restant de sa vie principalement à Vienne.

## Titres
- 13 novembre 1768 - 16 novembre 1783 : comtesse Caroline de Fürstenberg-Weitra
- 16 novembre 1783 - 24 mars 1805 : Son Altesse Sérénissime la princesse du Liechtenstein
- 24 mars 1805 - 1er mars 1831 : Son Altesse Sérénissime la princesse Caroline du Liechtenstein